# 克格爾山
47°21′19″N 10°19′36″E / 47.35528°N 10.32667°E

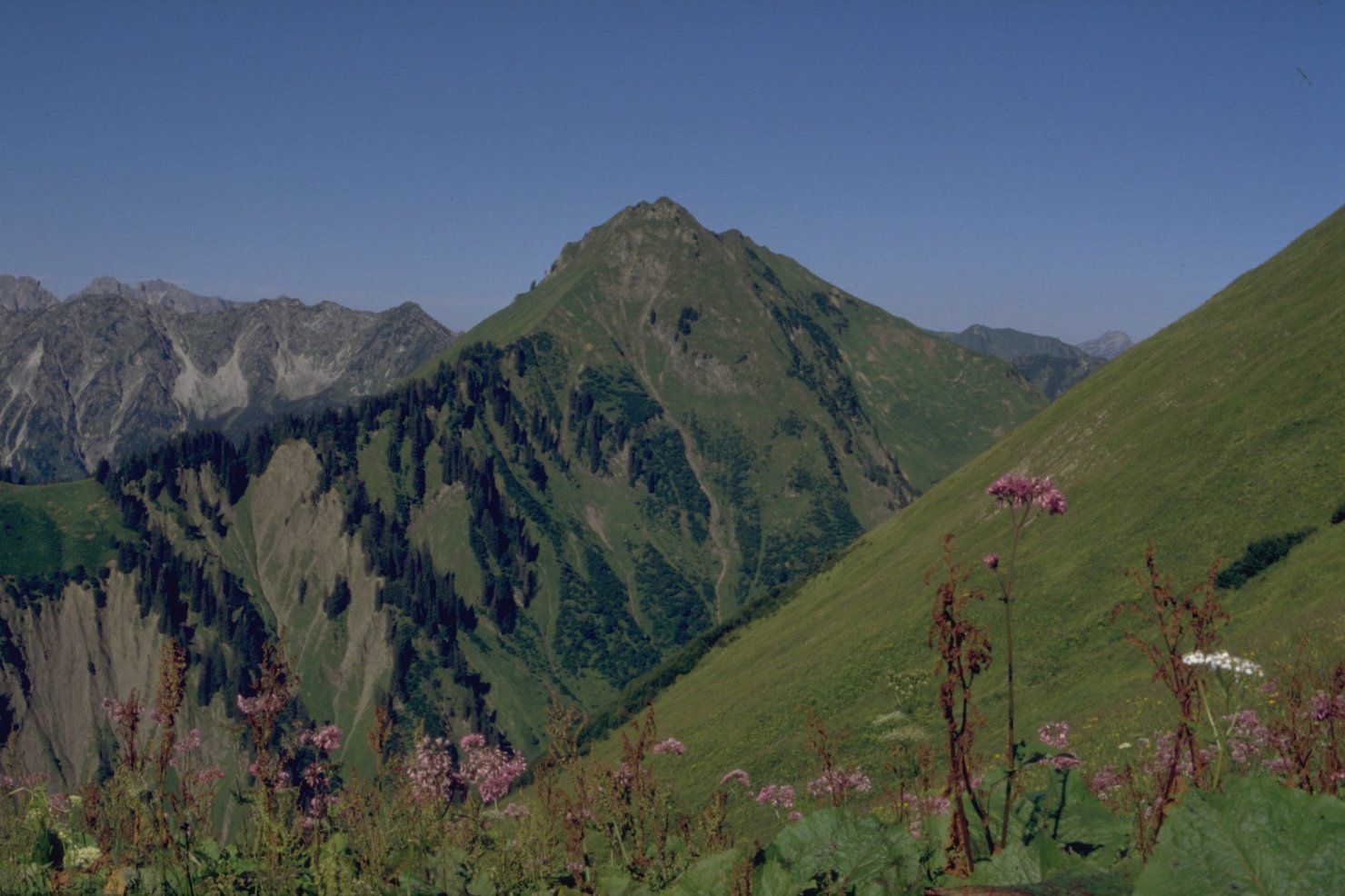

克格爾山（德語：Kegelkopf），是德國的山峰，位於該國東南部，由巴伐利亞負責管轄，屬於阿爾高阿爾卑斯山脈的一部分，處於奧伯斯多夫以南，距離克羅伊策克山1.8公里，海拔高度1,959米。